# Omens World Tour
Tournées par 3OH!3
Streets of Gold Tour
(2010 – 2011)
Le Omens World Tour  est la troisième tournée du groupe américain 3OH!3. La tournée a débuté « promotionnellement » le 17 août 2012 mais officiellement le 26 septembre 2012 à Cullowhee, aux États-Unis et s'est achevée le 31 décembre 2012 à Englewood, aux États-Unis. Elle comporte un peu plus d'une quarantaine de dates dont 28 en Amérique du Nord et 15 en Europe . Pour cette tournée, le groupe dispose dans un premier temps d'une scène à l'effigie de leur quatrième album Omens et dans un second de leur équipe de tournée sachant que les toutes premières dates ne sont en fait que des performances lors de festivals, de passages sur des radios ou de premières parties d'autres artistes ou groupes.

## Déroulement du concert
Pour cette tournée, le groupe dispose d'une scène mise à l'effigie de leur nouvel album Omens comprenant, entre autres, deux faux loups en mouvement permanent et envoyant des lasers par leurs yeux ainsi que de leur équipe de tournée et de plusieurs instruments et technologies tels qu'une batterie et un ordinateur portable. Différentes chansons de leurs quatre albums y sont jouées, le duo s'adresse beaucoup de fois au public, rigole avec et fait même parfois monter des personnes se trouvant dans l'assistance.

## Premières parties
Amérique du Nord
- DJ Moto et Travis Porter (Cullowhee) [3]
- Sammy Adams, Outasight et Silas (Amérique du Nord—Dates sélectionnées) [4]
- The Baby Grand (Baltimore)
- CJ Killing It et WordSpit the Illest (Huntington)
- Class of 92 (Providence)
- Pittsburgh Slim et Lucius (Pittsburgh)
- Squid the Whale (Pontiac)
- Steddy P (Kansas City)
- The Loaded Dice (Tulsa)
- Beach Party et Oceans (Birmingham)

Europe
- DJ Lucius Brave
- La Fontaines
- Shantel & Bucovina Club Orkestra (Strasbourg)

## Ordre des chansons
Notes
- La liste des chansons peut varier en fonction des concerts.

## Dates et lieux des concerts
Tournée promotionnelle
| Date                   | Ville          | Pays       | Salle                                       |
| ---------------------- | -------------- | ---------- | ------------------------------------------- |
| Amérique du Nord       |                |            |                                             |
| 17 août 2012           | Spokane        | États-Unis | Lincoln Center - KZBD Radio Show            |
| 23 août 2012 [A]       | Syracuse       | États-Unis | New York State Fair                         |
| 28 août 2012 [B]       | Toronto        | Canada     | The Toronto Star Bandshell - Bandshell Park |
| 1er septembre 2012 [C] | Grand Junction | États-Unis | Colorado Mesa University                    |
| 7 septembre 2012       | Memphis        | États-Unis | [D]                                         |
| 16 septembre 2012 [E]  | Morrison       | États-Unis | Red Rocks Amphitheatre                      |

| Amérique du Nord      |                     |             |                                      |
| 26 septembre 2012     | Cullowhee           | États-Unis  | Bardo Arts Center                    |
| 27 septembre 2012     | Richmond            | États-Unis  | The National                         |
| 28 septembre 2012     | Norfolk             | États-Unis  | The NorVa                            |
| 29 septembre 2012     | Buffalo             | États-Unis  | The Town Ballroom                    |
| 30 septembre 2012 [F] | Bowling Green       | États-Unis  | Bowling Green State University       |
| 2 octobre 2012        | Baltimore           | États-Unis  | Rams Head Live!                      |
| 5 octobre 2012        | Huntington          | États-Unis  | Paramount Theater                    |
| 6 octobre 2012        | Providence          | États-Unis  | Lupo's Heartbreak Hotel              |
| 8 octobre 2012        | Pittsburgh          | États-Unis  | Altar Bar                            |
| 9 octobre 2012        | Columbus            | États-Unis  | Newport Music Hall                   |
| 10 octobre 2012       | Pontiac             | États-Unis  | The Crofoot Ballroom                 |
| 12 octobre 2012       | Kansas City         | États-Unis  | Beaumont Club                        |
| 14 octobre 2012       | Tulsa               | États-Unis  | Cain's Ballroom                      |
| 15 octobre 2012       | Nashville           | États-Unis  | Cannery Ballroom                     |
| 17 octobre 2012       | St. Petersburg      | États-Unis  | State Theatre                        |
| 18 octobre 2012       | Charleston          | États-Unis  | TD Arena                             |
| 19 octobre 2012       | Birmingham          | États-Unis  | WorkPlay Soundstage                  |
| 21 octobre 2012 [G]   | Saint-Louis         | États-Unis  | Kaufman Park RNR 1/2 Marathon Finish |
| 25 octobre 2012       | Atlanta             | États-Unis  | Georgia Tech                         |
| 26 octobre 2012 [H]   | Jacksonville        | États-Unis  | Coxwell Amphitheater                 |
| Europe                |                     |             |                                      |
| 2 novembre 2012       | Cardiff             | Royaume-Uni | Clwb Ifor Bach                       |
| 3 novembre 2012       | Birmingham          | Royaume-Uni | O2 Academy Birmingham                |
| 4 novembre 2012       | Newcastle Upon Tyne | Royaume-Uni | O2 Academy Newcastle                 |
| 5 novembre 2012       | Glasgow             | Royaume-Uni | The Garage                           |
| 7 novembre 2012       | Leeds               | Royaume-Uni | The Cockpit                          |
| 8 novembre 2012       | Manchester          | Royaume-Uni | Academy 2                            |
| 10 novembre 2012      | Londres             | Royaume-Uni | [I]                                  |
| 11 novembre 2012      | Norwich             | Royaume-Uni | The Waterfront                       |
| 13 novembre 2012      | Hambourg            | Allemagne   | Docks                                |
| 14 novembre 2012      | Munich              | Allemagne   | Theaterfabrik                        |
| 15 novembre 2012      | Cologne             | Allemagne   | Bürgerhaus Stollwerck                |
| 17 novembre 2012      | Paris               | France      | Le Trabendo                          |
| 18 novembre 2012      | Utrecht             | Pays-Bas    | Tivoli                               |
| 19 novembre 2012      | Strasbourg          | France      | La Laiterie                          |
| 20 novembre 2012      | Lyon                | France      | Marché Gare                          |
| Amérique du Nord      |                     |             |                                      |
| 16 décembre 2012      | Seattle             | États-Unis  | WaMu Theater                         |
| 31 décembre 2012      | Englewood           | États-Unis  | The Gothic Theatre                   |

Concerts annulés et reportés
| Date            | Ville      | Pays        | Lieu              | Raison                    |
| --------------- | ---------- | ----------- | ----------------- | ------------------------- |
| 4 octobre 2012  | Sayreville | États-Unis  | Starland Ballroom | Annulé                    |
| 2 novembre 2012 | Cardiff    | Royaume-Uni | Solus             | Déplacé au Clwb Ifor Bach |

- Les dates en gras représentent les premières parties effectuées par le rappeur Sammy Adams ainsi que par Outasight et/ou Silas.